# تاکشی میورا
تاکشی میورا (انگلیسی: Takeshi Miura; ۲ آوریل ۱۹۳۸ – ۹ دسامبر ۲۰۱۳) بازیگر، و بازیگر تلویزیون اهل ژاپن بود.